# Kirkebygden
Kirkebygden è un villaggio della Norvegia, situato nella municipalità di Våler, nella contea di Østfold.